# Escut de la Rectoria de Sallent
L'Escut de la Rectoria de Sallent és una obra de Pinell de Solsonès (Solsonès) declarada bé cultural d'interès nacional.

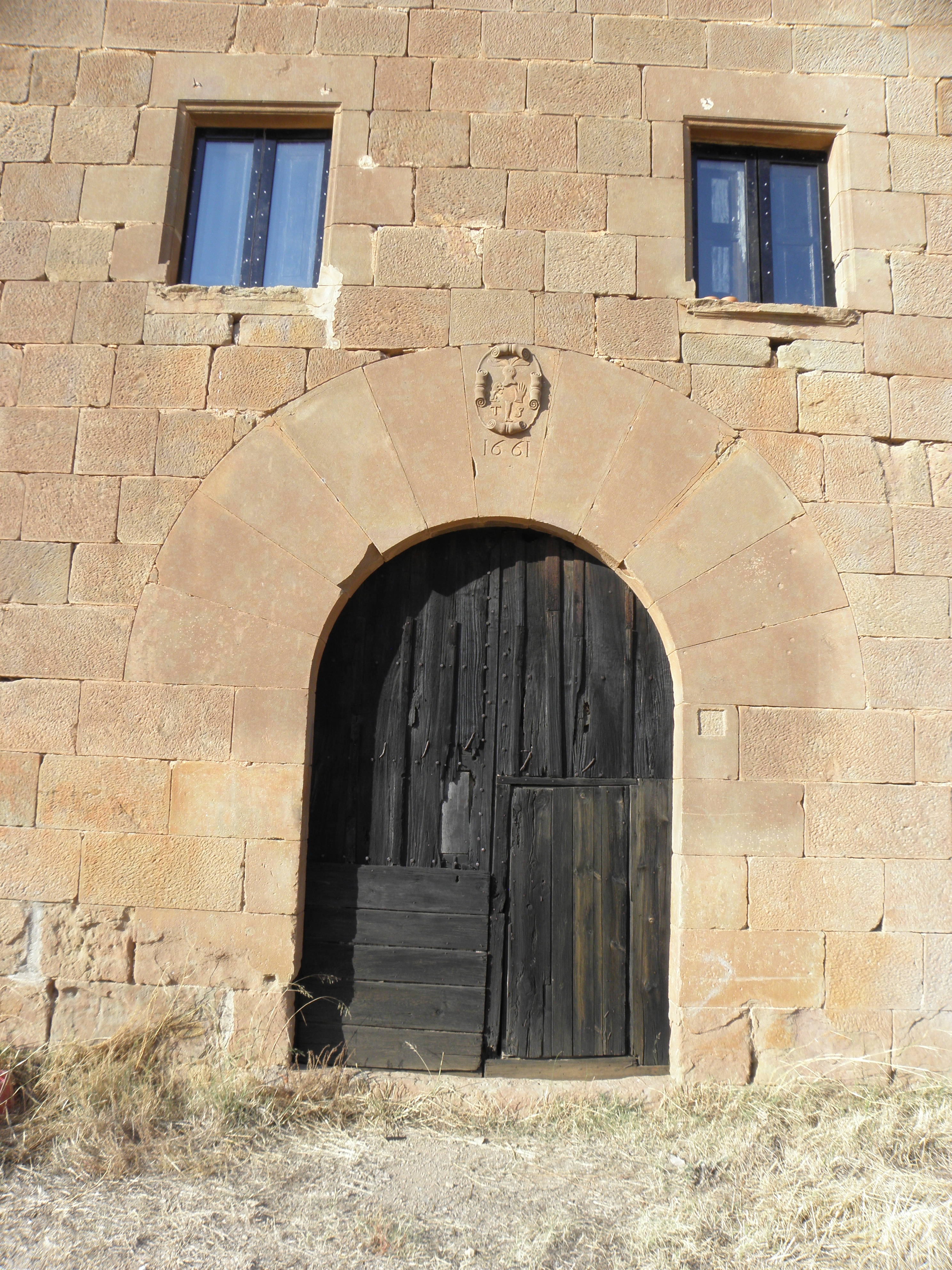
Portal amb l'escut i data 1661

## Descripció
A la dovella central de la porta principal de la rectoria de Sallent hi ha en relleu un escut. És de forma oval i a dalt, a baix, a la dreta i a l'esquerra imita la forma d'un pergamí enroscat i lligat al centre. En l'espai central es representa un elm a la part superior, al centre un gos i una mà i a sota una T i una S amb una bota al mig.
El significat de l'escut és possible que provingui d'una antiga casa anomenada CAMATS.